# Mickelia guianensis
Mickelia guianensis là một loài dương xỉ trong họ Dryopteridaceae. Loài này được Aubl. R.C. Moran, Sundue & Labiak mô tả khoa học đầu tiên năm 2010.